# 드라마 L
드라마 L(일본어: ドラマL)는 TV 아사히 계열에서 편성되는 매주 토요일 심야 시간대의 드라마이다. 아사히 방송에서 토요일 심야에 선행 공개되는 형식이며 나머지 방영국에서 일요일 심야에 지연 방영하고 있다.

## 개요
아사히 방송이 2018년 4월 개편을 통해 23시 후반에 자사 제작의 드라마 방영시간대를 신설하면서 시작되었다. TV 아사히 계열의 나머지 방영국에서는 일요일 새벽 2시 후반에 공개된다. 일부 작품은 일부 방영국에서 방영되지 않았다.
아사히 방송 텔레비전에서 일요일 23시대의 자사 제작 시간대 틀에는 2016년 4월 10일 ~ 9월 25일까지 방영된 이후 1년 반 만에, 일요일 23시에 드라마가 방송되는 2012년 3월에서 완결된 『 일요 나이트 프리미어 』 이후 6년 만이다.
게다가 해당 프레임 방송이 시작되면서 2018년 4월 1일까지 해당 시간대에 동시 편성으로서 방송되고 있던 아사히 방송에서 제작한 지역 예능 방송은 월요일 1:00-1:57 (일요일 심야) 시간대로 편성 시간대를 변경해 지연 네트워크에 다시 전환했다.